# Carol Blazejowski
Carol Ann Blazejowski (nacida el 29 de noviembre de 1956 en Elizabeth, Nueva Jersey) es una exjugadora de baloncesto estadounidense. Fue campeona del mundo con Estados Unidos en el Mundial de Corea del Sur de 1979. 

## Vida personal
Carol es abiertamente lesbiana.